# Thick as a Brick
Albums de Jethro Tull
Aqualung
(1971) Living in the Past
(1972)
Thick as a Brick est le cinquième album de Jethro Tull. Il est sorti le 3 mars 1972 sur le label Chrysalis Records. Il est produit par Ian Anderson. 

## Histoire
En réaction aux critiques qui qualifient l'album précédent, Aqualung, d'« album-concept », contre l'avis même de Ian Anderson, celui-ci décide d'écrire et enregistrer un véritable album-concept sur un mode ironique, composé d'une seule chanson occupant la totalité de l'album (soit 43 minutes). Les paroles sont présentées comme un poème écrit par Gerald Bostock, un enfant de huit ans, qui reçoit un prix pour son œuvre avant de se le voir retirer pour avoir prononcé un gros mot à la télévision ; l'article en « une » de la pochette décrit en détail cette affaire totalement fictive.
Il s'agit du premier album du groupe à se classer en tête du Billboard 200, le hit-parade américain, il atteint la même place au Canada dans le classement du RPM Magazine. Il atteint la cinquième place des charts britanniques, et il est généralement considéré comme le premier véritable album de rock progressif du groupe.
L'album connaît une suite en 2012, Thick as a Brick 2, qui paraît sous le seul nom de Ian Anderson. Cet album propose plusieurs visions possibles du futur de l'enfant-prodige Gerald Bostock. Ce dernier apparaît également sur Homo Erraticus, l'album solo suivant d'Anderson, sorti en 2014.

## Pochette
La pochette représente la une d'un journal fictif, The St. Cleve Chronicle & Linwell Advertiser. L'édition originale de l'album inclut un faux numéro de ce journal de plusieurs pages, dont les articles contiennent des références aux paroles de l'album éparpillées dans les articles. La version CD sortie à l'occasion du 25e anniversaire de la sortie de l'album contient un fac-similé partiel du journal.

## Liste des titres
Toutes les chansons sont écrites et composées par Ian Anderson.
| 1. | Thick as a Brick, Part I | 22:45 |

| 2. | Thick as a Brick, Part II | 21:05 |

| 3. | Thick as a Brick (En concert au Madison Square Garden en 1978)       | 11:50 |
| 4. | Entretien avec Ian Anderson, Martin Barre et Jeffrey Hammond-Hammond | 16:30 |

## Musiciens
- Ian Anderson : chant, flûte traversière, guitare acoustique, mandoline, violon, saxophone, trompette
- Martin Barre : guitare électrique, luth
- Jeffrey Hammond : basse, narration
- John Evan : piano, orgue Hammond, clavecin
- Barriemore Barlow : batterie, percussions, timbales

### Musicien additionnel
- Dee Palmer : arrangements orchestraux

## Charts et certification
| année | Pays         | Durée du classement | Meilleur classement |
| ----- | ------------ | ------------------- | ------------------- |
| 1972  | Allemagne    | 7 semaines          | 2e                  |
| 1972  | Canada       | 32 semaines         | 1er                 |
| 1972  | États-Unis   | 46 semaines         | 1er                 |
| 1972  | Italie       | -                   | 2e                  |
| 1972  | Norvège      | 17 semaines         | 3e                  |
| 1972  | Pays-Bas     | 7 semaines          | 2e                  |
| 1972  | Royaume-Uni  | 14 semaines         | 5e                  |
| 2012  | Belgique (W) | 1 semaine           | 132e                |
| 2015  | Italie       | 1 semaine           | 77e                 |

| Pays       | Certification | Ventes    | Date       |
| ---------- | ------------- | --------- | ---------- |
| États-Unis | Or            | 500 000 + | 25/12/1972 |

Charts singles
| Année | Single                    | Chart        | Durée du classement | Position |
| ----- | ------------------------- | ------------ | ------------------- | -------- |
| 1972  | Thick as Brick part I +II | (W) Ultratop | 3 semaines          | 44e      |